# Simone Ashley
Simone Ashwini Pillai, känd som Simone Ashley, född 30 mars 1995 i Camberley i Storbritannien, är en brittisk skådespelare.
Ashley har bland annat medverkat i filmen Pokémon: Detective Pikachu från 2019. Hon har även medverkat i TV-serierna Sex Education (2019–2021) och Familjen Bridgerton 2022. År 2023 medverkade hon i rollen som Indira i Disneyfilmen Den lilla sjöjungfrun.

## Filmografi (i urval)
- 2019–2021 – Sex Education (TV-serie)
- 2019 – Pokémon: Detective Pikachu
- 2022 – Familjen Bridgerton (TV-serie)
- 2023 – Den lilla sjöjungfrun
- 2025 – Picture This